# 和平電力公司
和平電力公司 （英語：Ho-Ping Power Company，縮寫：HPPC）是臺灣水泥股份有限公司於 1997 年與中電 (國際) 股份有限公司合資成立「和平電力股份有限公司」，於花蓮縣秀林鄉和平村設立和平電廠。它是台灣東部發電量最大的電廠，提供北部兩大重要城市 - 宜蘭約 95% 以及新北市約 20% 的用電需求，供應全台近 4% 的電力，目前更是台灣北東電網極為重要的供電來源。
和平電廠位在和平工業區內，這是一個電廠、水泥廠與工業港融合在一起的「港電廠循環經濟園區」，電廠發電所需的煤炭 100% 採用密閉式儲存、運送，全程使用密閉式輸送帶。和平電廠也是全球唯一使用煤炭發電但卻未設置灰塘的火力發電廠。

## 活動
和平電力公司參與了經濟部能源局推動的「溫室氣體清單和核查試行計劃」和環境部的「溫室氣體登記、核查和自願減排試行計劃」。

## 發電廠
- 花蓮縣秀林鄉和平電廠

## 外部連結
- 官方网站